# Zespół Stacji Filtrów w Warszawie

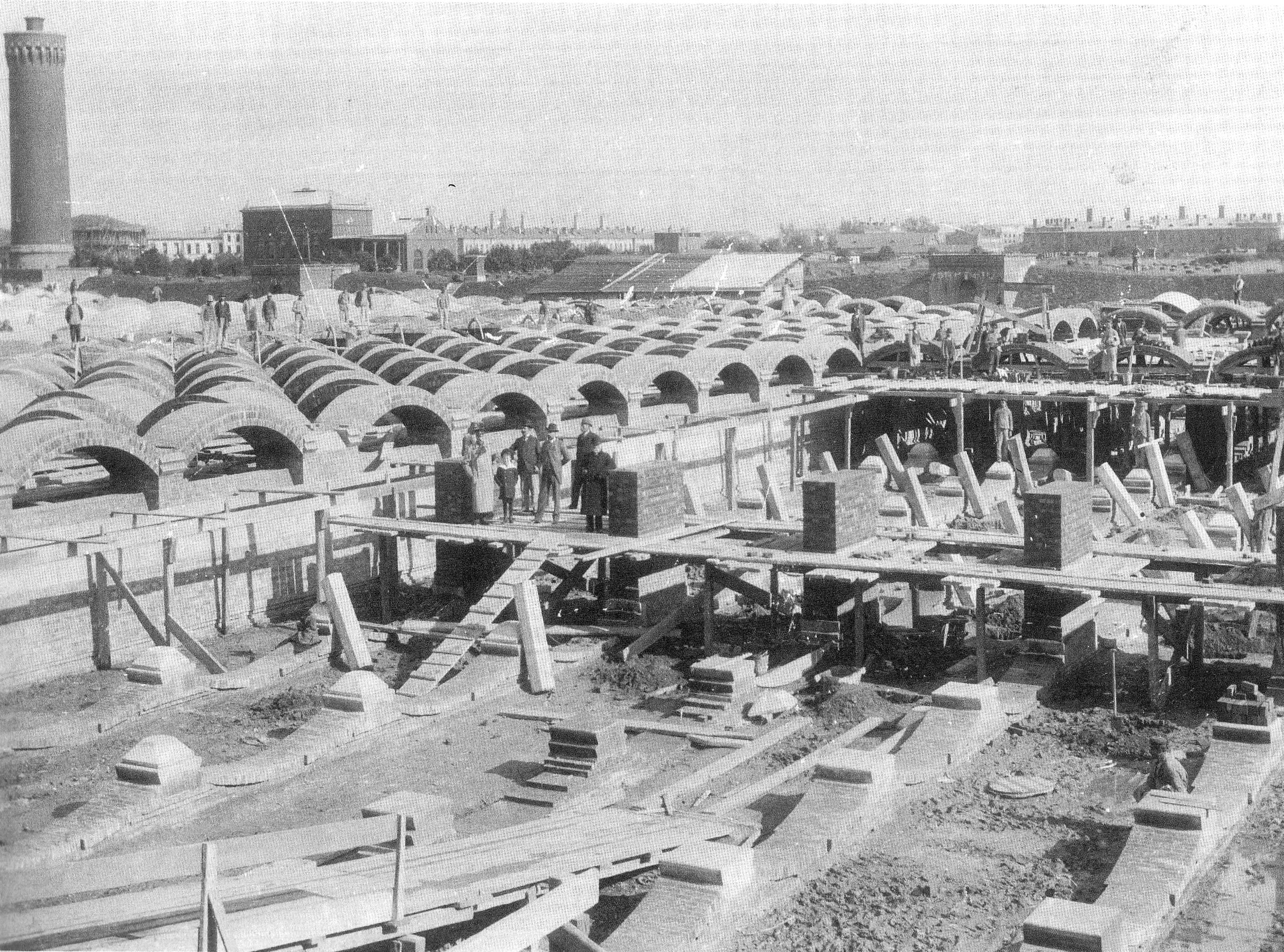
Budowa filtrów powolnych, lata 80. XIX wieku

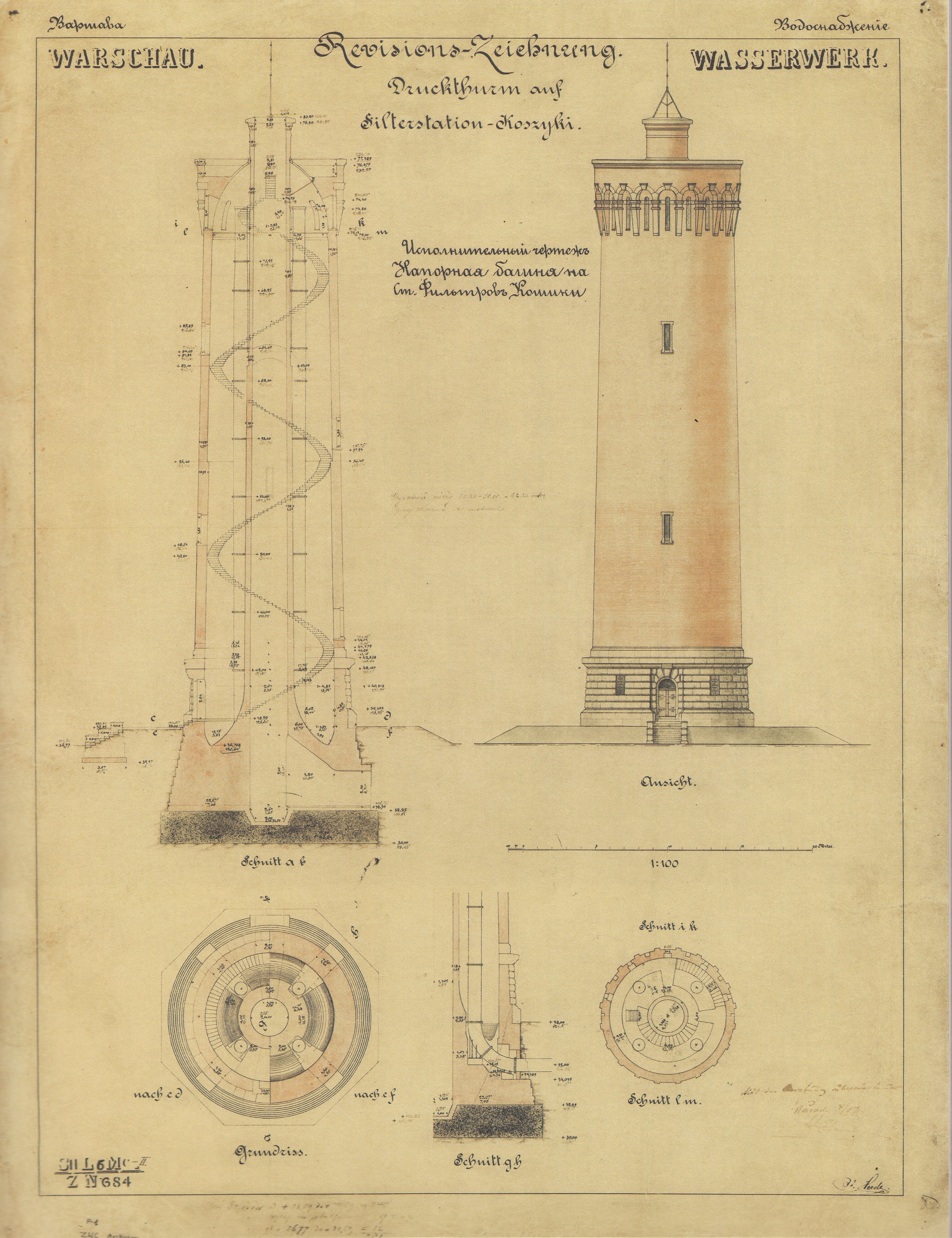
Projekt wieży ciśnień

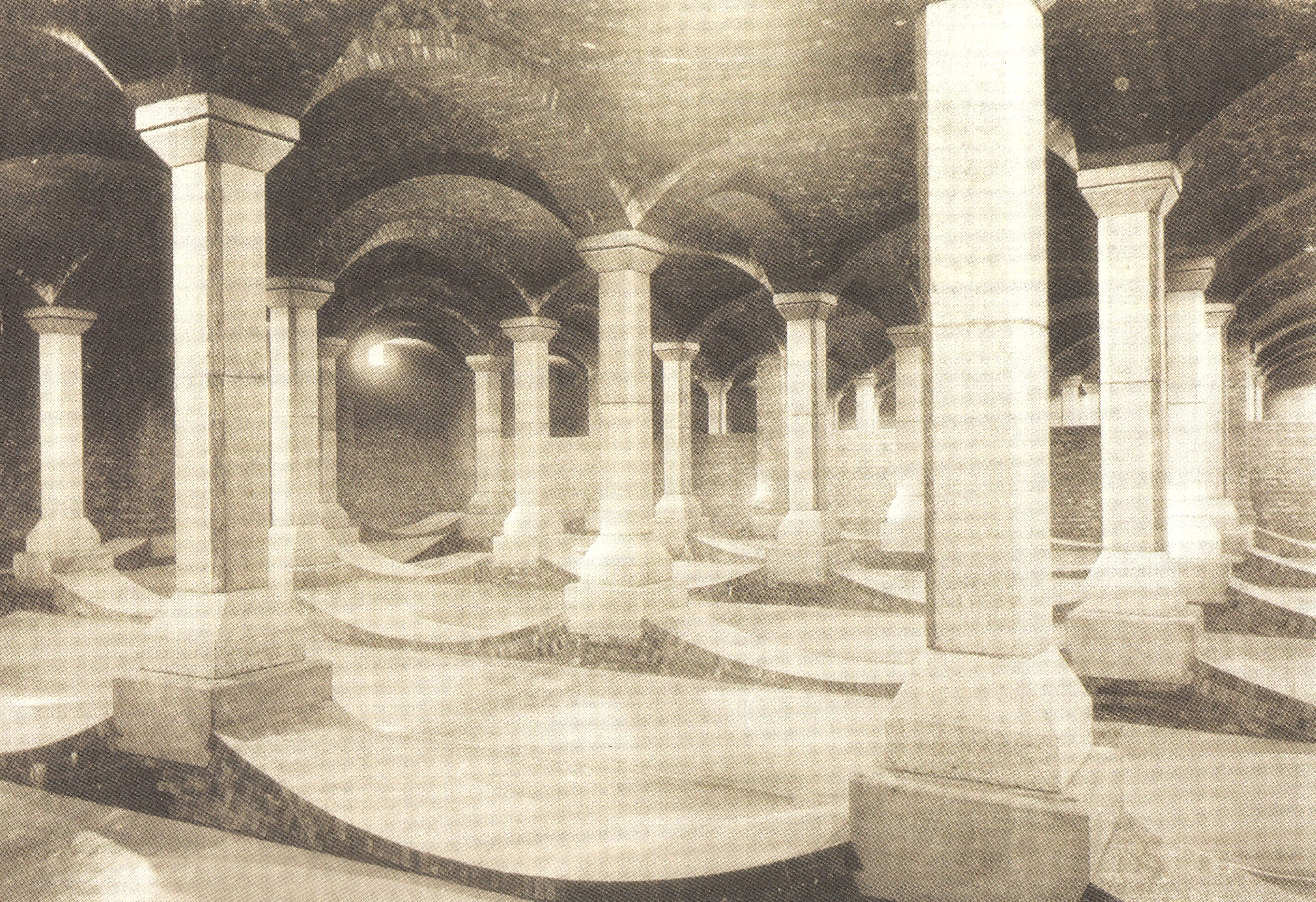
Wnętrze filtra powolnego bez złoża

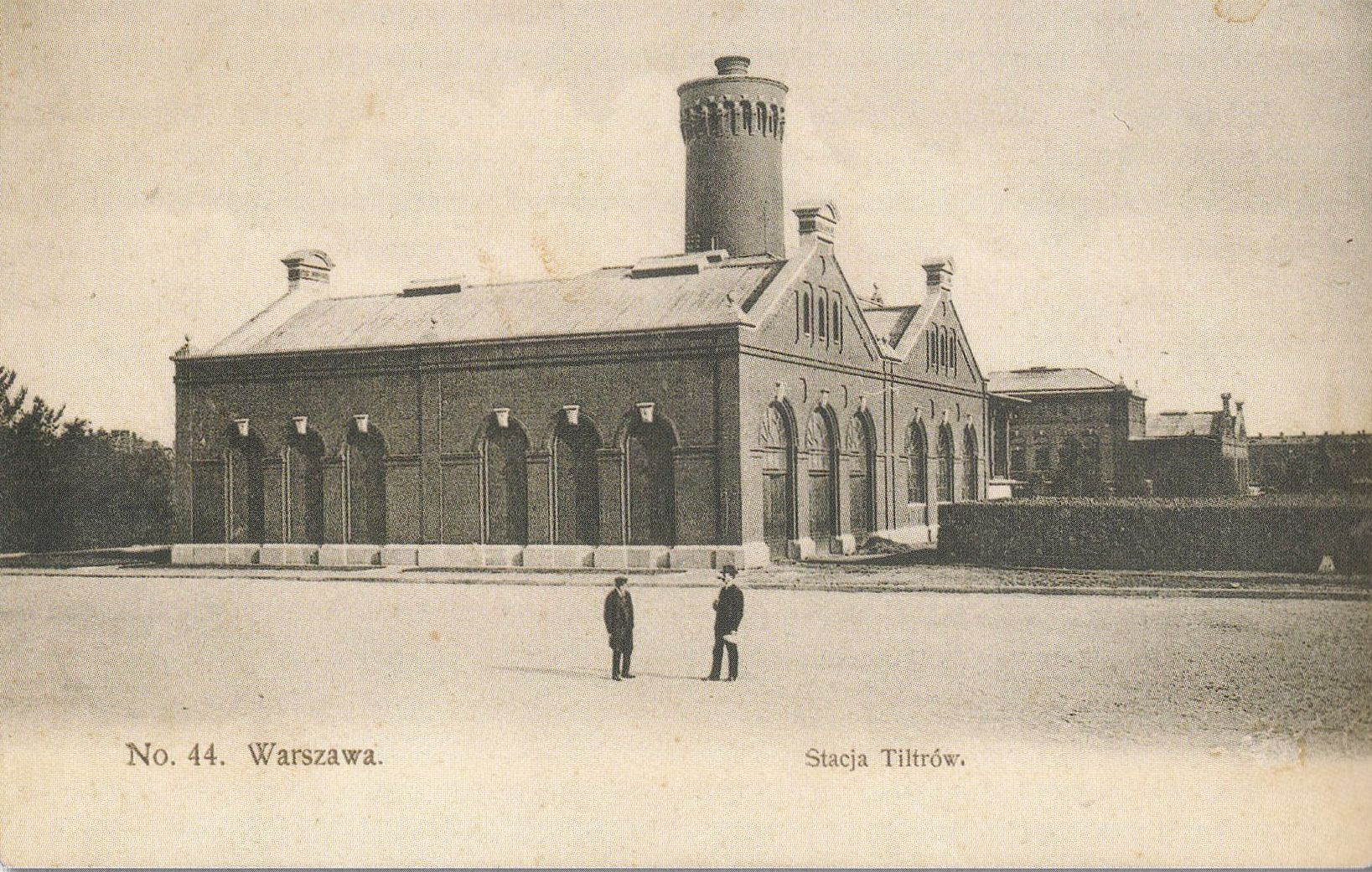
Budynki na terenie Stacji Filtrów ok. 1908

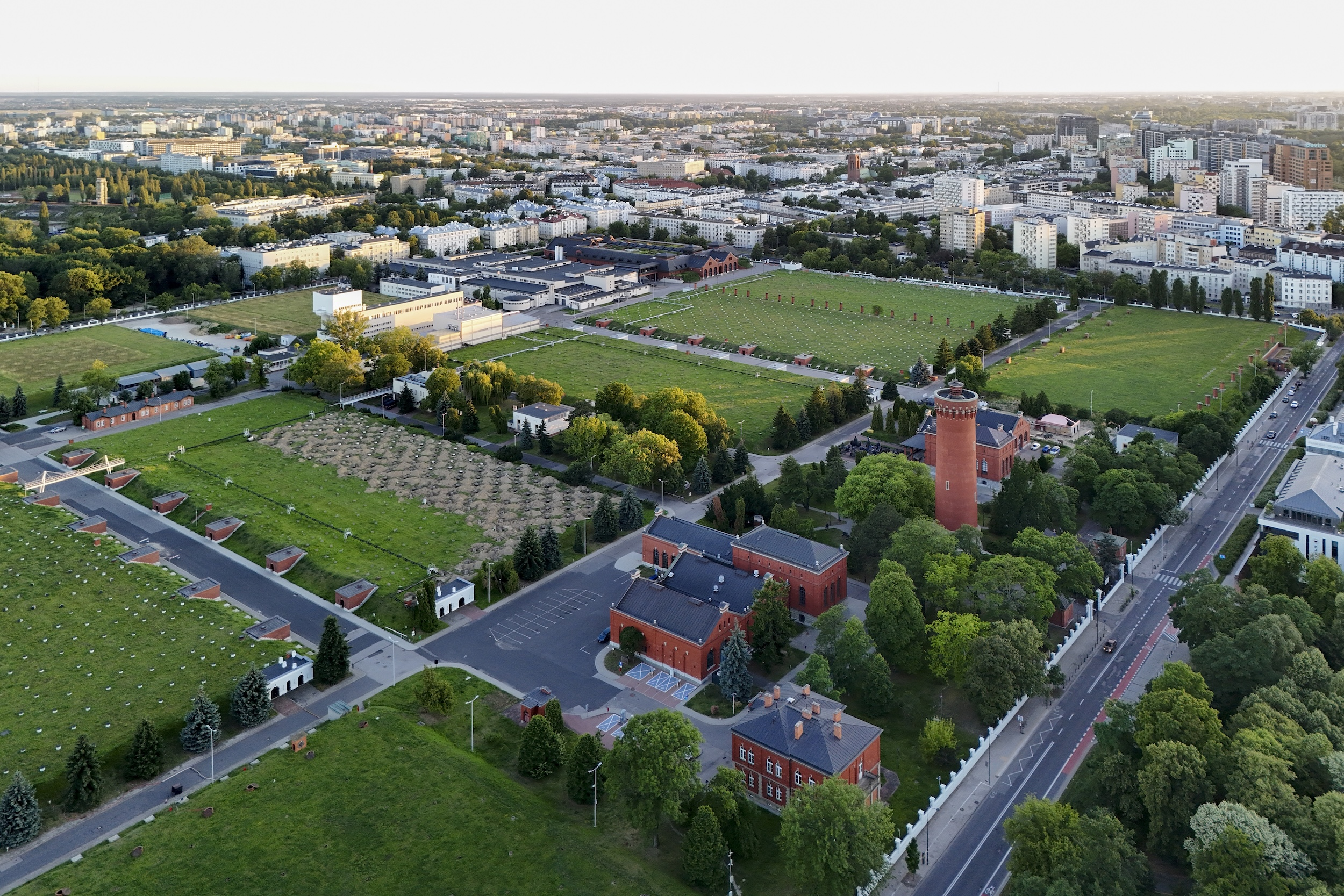
Teren Stacji Filtrów (2025)

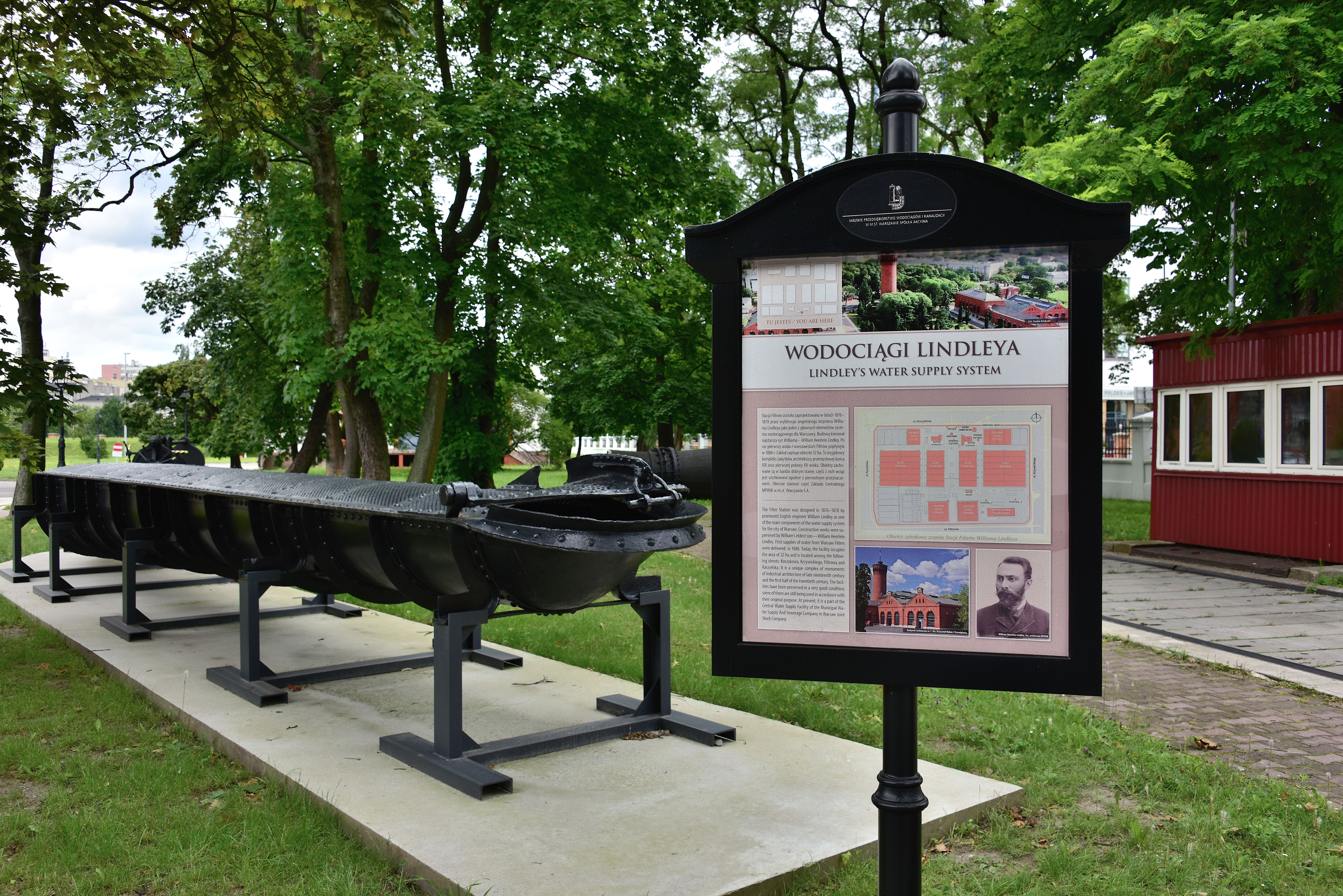
Tablica informacyjna przy wejściu na teren Stacji i tzw. smok (głowica przewodu ssawnego służącego do pobierania wody z Wisły)

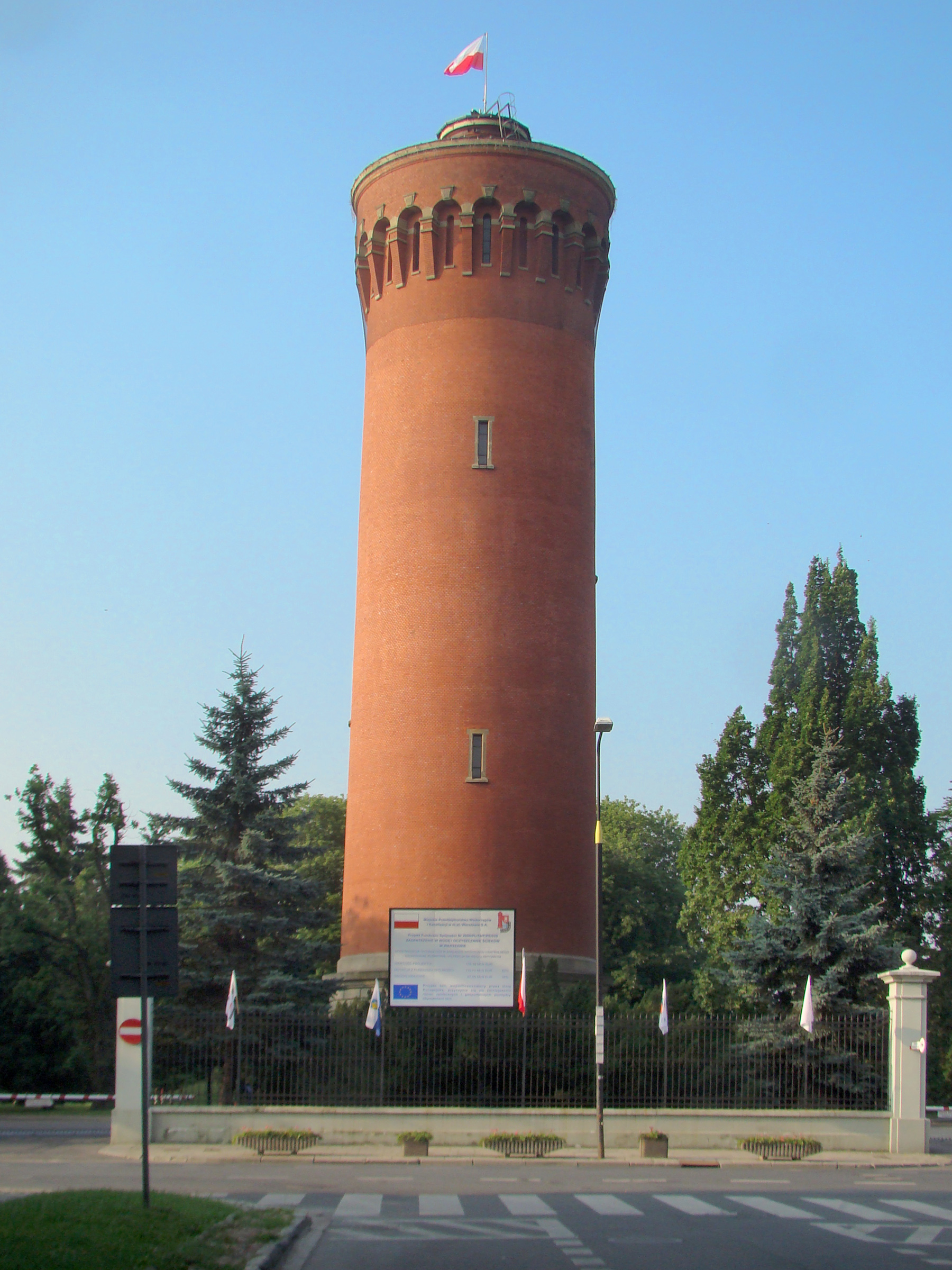
Wieża ciśnień wzniesiona w latach 1885–1886, użytkowana do 1924

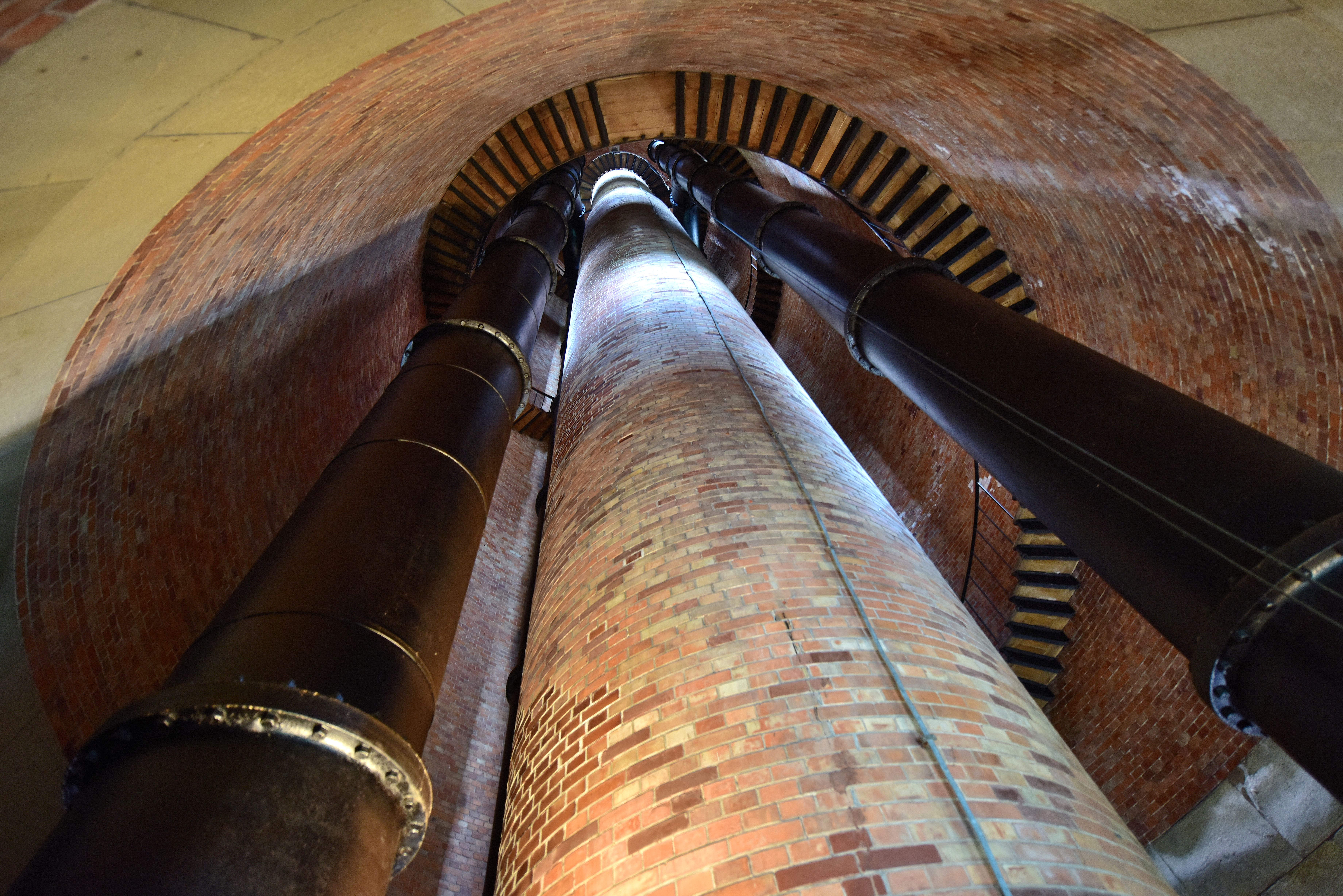
Wnętrze wieży ciśnień

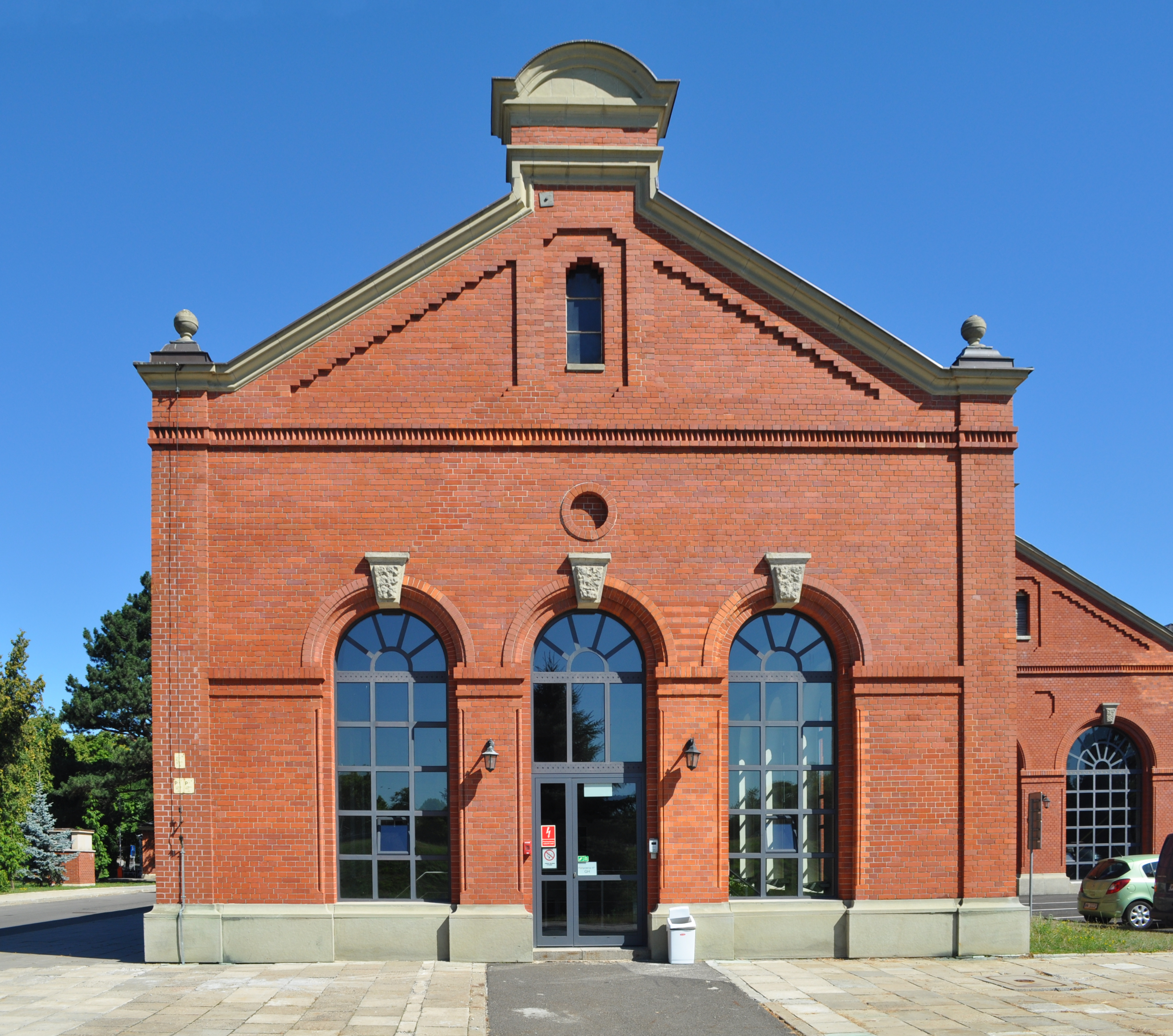
Budynek techniczny nr 1

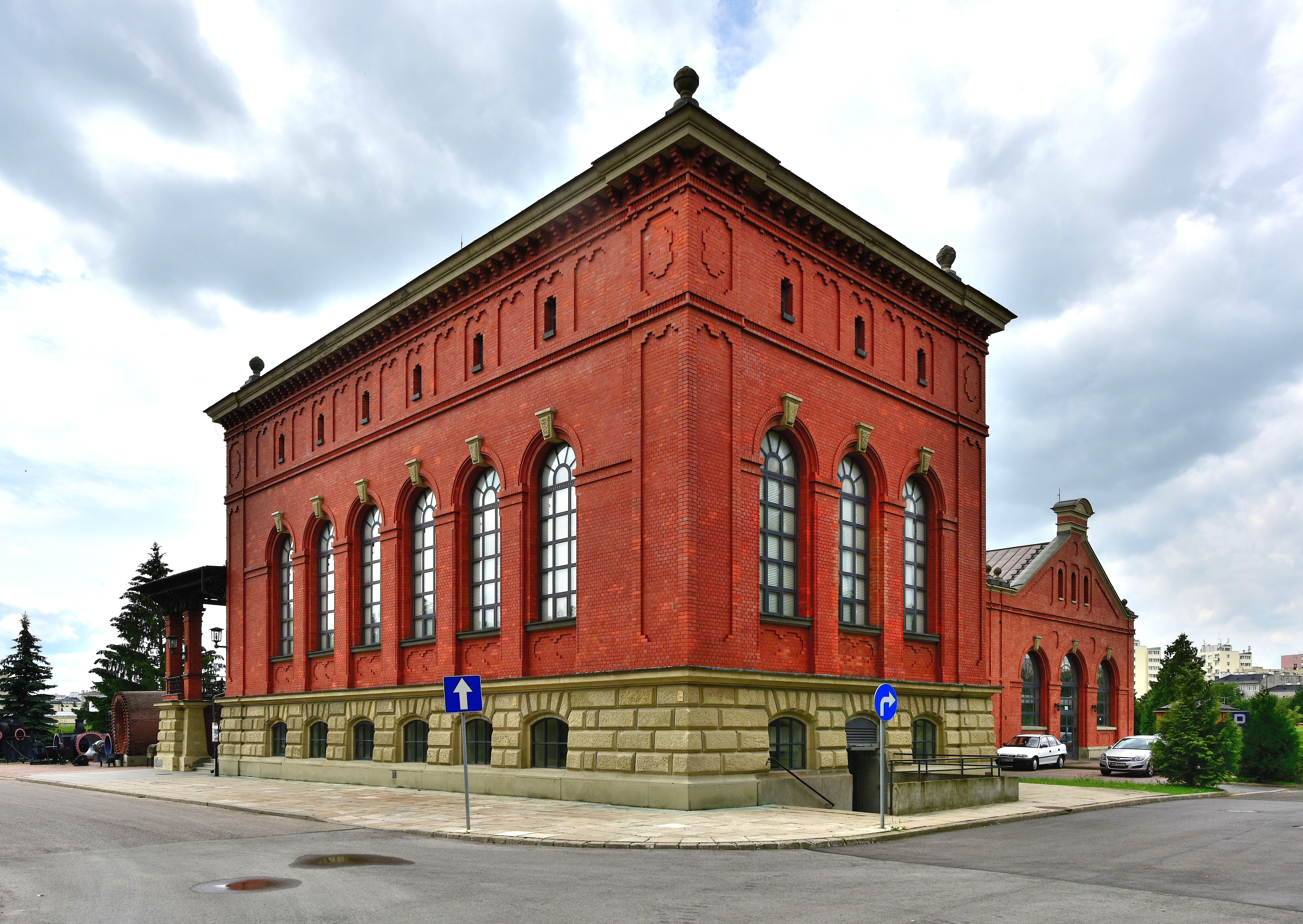
Budynek techniczny nr 2, obecnie siedziba Muzeum Wodociągów i Kanalizacji

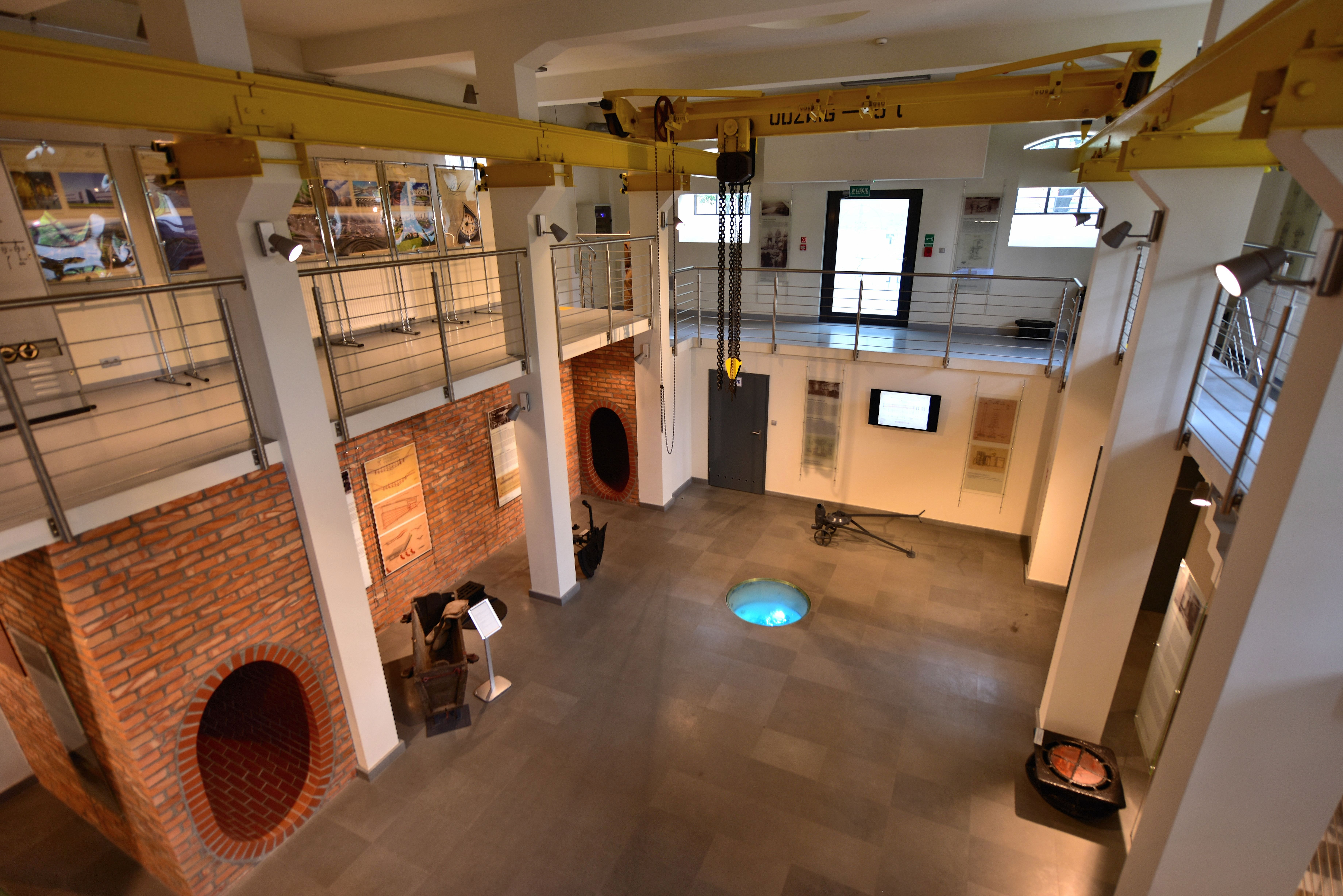
Muzeum Wodociągów i Kanalizacji na poziomie –1

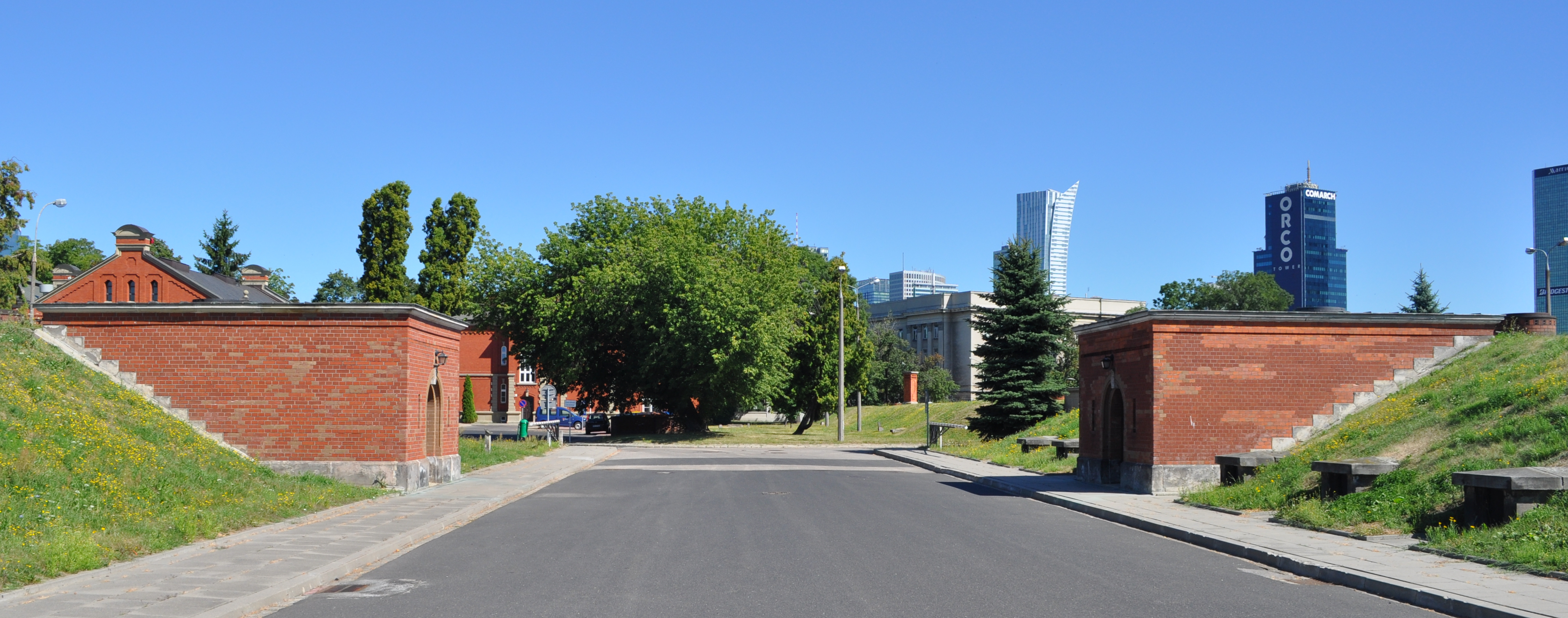
Droga wewnętrzna między grupami filtrów powolnych

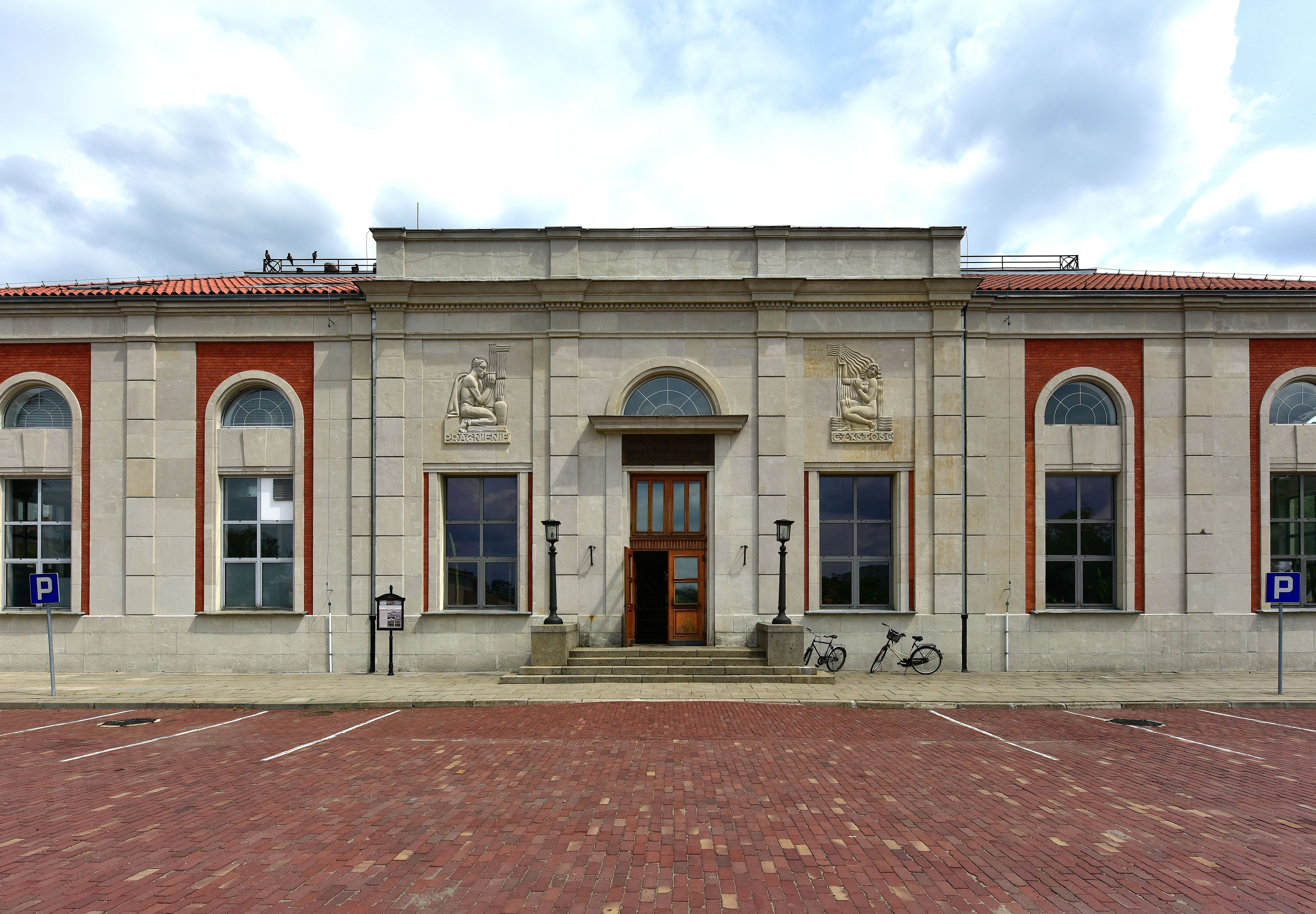
Budynek Zakładu Filtrów Pospiesznych

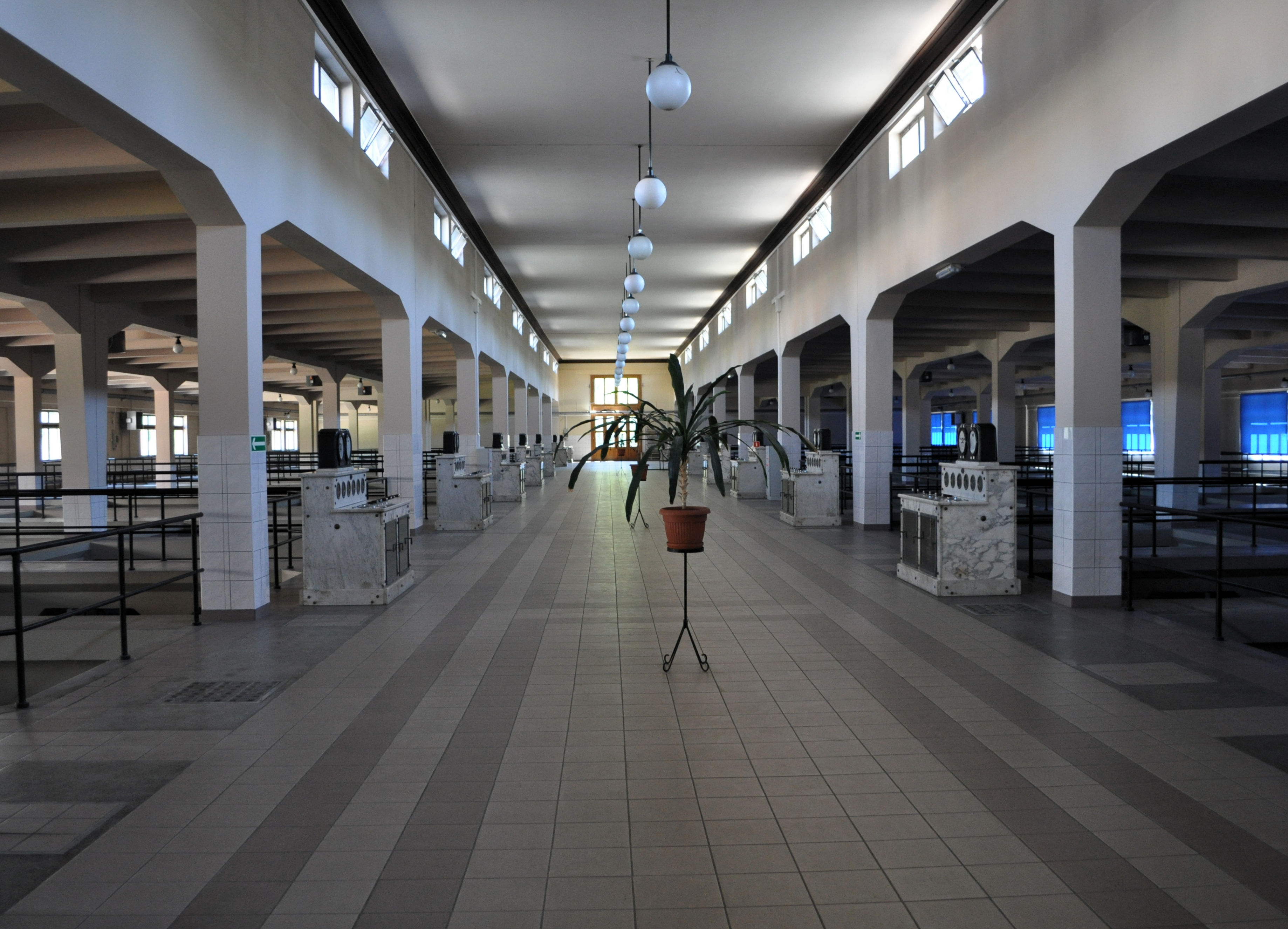
Hala Zakładu Filtrów Pospiesznych

Zespół Stacji Filtrów – warszawskie filtry wody znajdujące się przy ul. Koszykowej 81. Zajmują teren między ulicami: Koszykową, Krzywickiego, Filtrową i Raszyńską.
Zespół jest częścią systemu wodociągów warszawskich wybudowanych w latach 1883–1886 z inicjatywy prezydenta miasta Sokrata Starynkiewicza według projektu Williama Lindleya i Williama Heerleina Lindleya. W kolejnych latach został on rozbudowywany i uzupełniony o nowe obiekty. Wszedł w obręb Zakładu Centralnego Miejskiego Przedsiębiorstwa Wodociągów i Kanalizacji.
W latach 1973 i 2008 większość obiektów znajdujących się na terenie Zespołu Stacji Filtrów została wpisana do rejestru zabytków. W 2012 cały kompleks został uznany za pomnik historii.

## Pierwsze warszawskie wodociągi
Po założeniu miasta mieszkańcy Warszawy czerpali wodę ze źródeł, mokradeł, stawów, jeziorek, strumieni płynących na skarpie i pod skarpą oraz z Wisły. Pierwsze wzmianki o studniach pochodzą z XV wieku. Po 1476 gromadzono wodę w obfitującym w liczne źródła rejonie późniejszej ul. Nalewki, w zbiornikach nazywanych „nalewkami” (stąd nazwa ulicy).
Pierwsza wzmianka o wodociągu na obszarze Starej Warszawy pochodzi z 1561, a Nowej Warszawy z 1600. W XVII i XVIII w. na terenie pałaców i ogrodów magnackich istniały także wodociągi lokalne.
W połowie lat 1840. inżynier Feliks Pancer zaprojektował w samym korycie rzeki murowaną studnię w celu czerpania wody, pompy parowe na brzegu i wodozbiór na placu Zamkowym.
W 1851 polecenie zbudowania wodociągu w Warszawie wydał car Mikołaj I. Wykonanie projektu a później kierownictwo robót powierzono Henrykowi Marconiemu. Rozpoczęły się one w 1852, a wodociąg został uruchomiony w 1855. Wodę z Wisły kierowano do osadników i na filtry powolne znajdujące się u zbiegu ulic Dobrej i Karowej, skąd pompowano ją do, zachowanego do dzisiaj, zbiornika w Ogrodzie Saskim, a stamtąd rozprowadzano rurami żeliwnymi. Wodociąg Marconiego nie zaspokajał jednak potrzeb szybko rozwijającego się miasta, a pochodząca z niego woda nie zawsze była dobrej jakości. W 1862 projekt wodociągów i kanalizacji przedstawił Thomas Hawksley, jednak nie został on zrealizowany.
W 1869 na Pradze uruchomiono niewielki wodociąg zaprojektowany przez Alfonsa Grotowskiego.

## Opis

### Budowa
Inicjatorem budowy nowoczesnego systemu wodociągów i kanalizacji był prezydent Warszawy Sokrat Starynkiewicz. W 1879 rozesłał projekt opracowany przez Williama Lindleya do warszawskich gazet, zachęcając do publicznej dyskusji. Wywołał on szeroką polemikę, a także opór niektórych środowisk. Wynikał on głównie z obaw przed wzrostem obciążeń finansowych. Wiosną tego samego roku przesłano projekt nowych warszawskich wodociągów do Ministerstwa Spraw Wewnętrznych w Petersburgu. Został on zatwierdzony przez Komitet Techniczno-Budowlany ministerstwa w maju 1880 i ostatecznie zaakceptowany przez cara Aleksandra III w kwietniu 1881. Tok postępowania i daty zatwierdzenia dla projektu kanalizacji były takie same, jak dla projektu wodociągów. Budowę rozpoczęto w 1883.
Analizując sytuację hydrologiczną i sanitarno-techniczną Warszawy William Lindley ustalił m.in. że dostateczną ilość wody może zapewnić jedynie Wisła, musi być ona filtrowana, a jej dostarczanie powinno odbywać się z najwyżej położonego miejsca w mieście, jakim była okolica rogatek Jerozolimskich.
Zgodnie z projektem zbudowano ujęcie wody z Wisły wraz ze Stacją Pomp Rzecznych i Stację Filtrów z urządzeniami uzdatniającymi wodę. Ze Stacji Pomp Rzecznych woda trafiała przewodami tłocznymi do filtrów powolnych w Stacji Filtrów, gdzie była poddawana filtracji. Z filtrów powolnych przechodziła do zbiorników wody czystej. Stamtąd była tłoczona za pomocą pomp poruszanych maszynami parowymi do sieci wodociągowej. Tylko Powiśle, a od 1896 również Praga, były zasilane ze zbiorników wody czystej grawitacyjnie.
Projekt Lindleya, który szybko wycofał się z udziału w pracach, zrealizował jego najstarszy syn, William Heerlein Lindley. Chociaż stale przebywał za granicą, pełnił do swojej śmierci (1917) funkcję naczelnego inżyniera budowy. Bezpośrednim kierownikiem prac i zastępcą głównego inżyniera był Alfons Grotowski. Inwestycja była finansowana ze środków miasta (większość pozyskano dzięki emisji obligacji miejskich) i realizowana pod bezpośrednim nadzorem magistratu. Pierwsza oczyszczona woda popłynęła do mieszkańców Warszawy ze Stacji Filtrów 3 lipca 1886. W końcu 1886 długość sieci wodociągowej wynosiła 18,1 km.
Podczas budowy wykorzystano najnowocześniejsze ówczesne rozwiązania techniczne. Przy budowie wszystkich obiektów użyto materiałów najwyższej jakości, które poddawano kilkustopniowej kontroli. Podstawowymi materiałami budowlanymi były specjalnie wypalana, odporna na wilgoć cegła licówka i cegła glazurowana białą polewą. Na wielką skalę stosowano bloki granitowe i z piaskowca. Granitowe filary m.in. podtrzymują wykonane z cegły sklepienia żaglowe w zbiornikach wody czystej i sześciu grupach filtrów powolnych. Budynki zaprojektowano w stylu „fabrycznym”. W związku z budową Stacji Filtrów zlikwidowano południowy odcinek ul. Żelaznej (między ulicami Nowowiejską i Koszykową).
Nowoczesny wodociąg Lindleyów zastąpił instalacje zaprojektowane przez Marconiego i Grotowskiego. Wodociąg Marconiego został zamknięty w lutym 1889, a wodociąg praski we wrześniu 1896.
Na potrzeby budowy w latach 1883−1915 przeprowadzano dokładne pomiary miasta i jego najbliższych okolic, na podstawie których powstał tzw. plan Lindleya.
W czasach Lindleya sieć wodociągowa Warszawy dzieliła się na:
- Górne Miasto – zasilane w wodę z wykorzystaniem wieży ciśnień znajdującej się na terenie Stacji Filtrów, zapewniającej odpowiednie ciśnienie w systemie wodociągowym.
- Dolne Miasto, czyli Powiśle oraz później Praga – zasilane w wodę wypływającą bezpośrednio ze zbiorników wody czystej.

Stację Pomp Rzecznych, gdzie z Wisły czerpano wodę i pompowano ją do Stacji Filtrów, wybudowano przy ul. Czerniakowskiej 124.
Urządzenia Stacji Filtrów zostały przykryte ziemią. Pod nasypami znalazły się cztery osadniki wody surowej, sześć grup filtrów powolnych (razem 36 filtrów) oraz dziewięć zbiorników wody czystej. Powierzchnia sześciu grup filtrów powolnych wynosiła 82 236 m², a pojemność zbiorników wody czystej doprowadzono do 60 tys. m³. W miejscu planowanej siódmej grupy filtrów powolnych w latach 2008–2010 zostały wybudowane zakład ozonowania oraz filtry węglowe.
Stacja została zbudowana w miejscu położonym ok. 36 m ponad tzw. Zerem Wisły, co ułatwiało zaopatrzenie w wodę budynków wielopiętrowych. W obrębie kompleksu znalazł się fragment dawnej Drogi Królewskiej (element Osi Stanisławowskiej) w ciągu ulic: Nowowiejskiej, Niemcewicza i Prądzyńskiego; jej przebiegowi odpowiada znajdująca się na jego terenie alejka.
Łączny obszar zajmowany przez Stację Filtrów między obecnymi ulicami: Koszykową, Krzywickiego, Filtrową i Raszyńską wynosił ok. 36 ha.

### 1886–1939
W początkowym okresie woda ze Stacji Pomp Rzecznych była kierowana do filtrów powolnych, których niektóre komory pełniły funkcję krytych osadników. Ich nazwa jest związana z tempem procesu filtracji (ok. 10 cm słupa wody na godzinę). Przefiltrowana woda była kierowana do zbiorników wody czystej, a następnie do hal pomp. Stamtąd była tłoczona do wieży ciśnień, gdzie rozpoczynała się sieć wodociągowa Górnego Miasta.
W kilka lat po uruchomieniu filtrów konieczne było dodanie krytych osadników przed skierowaniem wody do filtrów powolnych, gdyż przeprowadzone badania wykazały złą jakość wody. W tym celu po 1890 powiększono teren stacji i rozpoczęto budowę osadników.
5 sierpnia 1915 wycofujące się z Warszawy wojska rosyjskie wysadziły w powietrze środkowe przęsła mostu Kierbedzia niszcząc przewody, którymi przesyłano wodę do prawobrzeżnej części miasta. Do sieci praskiej zaczęto wtedy tłoczyć wodę z czterech studzien artezyjskich znajdujących się na terenie Monopolu Spirytusowego i Rektyfikacji przy ul. Ząbkowskiej. Dostawy wody ze Stacji Filtrów wznowiono 30 września 1915 po podwieszeniu przewodu na rusztowaniach odbudowywanego mostu.
W 1924 wyłączano pompy parowe, zastępując je szwajcarskimi pompami elektrycznymi, a w 1933 pompami polskimi wyprodukowanymi w warszawskim zakładzie Stanisława Twardowskiego. W 1924, po zainstalowaniu elektrycznych pomp odśrodkowych, wyłączono z użytkowania wieżę ciśnień. Była ona później używana wyłącznie w przypadku uruchamiania pomp parowych lub spalinowych (co miało miejsce w 1945). W 1926 rozbudowano szósty zespół filtrów powolnych. W 1931 wprowadzono chlorowanie wody opuszczającej filtry powolne.
W 1932 do sieci wodociągowej o długości 501,5 km było podłączonych 10 057 nieruchomości. Zwiększające się zapotrzebowanie na wodę doprowadziło do wybudowania w latach 1929–1933 na licencji kanadyjskiej nowoczesnego Zakładu Filtrów Pospiesznych. Umożliwiło to wstępną i szybką (do 7 metrów słupa wody na godzinę) filtrację wody przed skierowaniem jej do filtrów powolnych. Wydajność Zakładu wynosiła 180 tys. m³ na dobę. Po jego uruchomieniu woda ze Stacji Pomp Rzecznych była tłoczona do zbiorników wyrównawczych (dawnych krytych osadników), następnie do filtrów pospiesznych, a z nich do filtrów powolnych.

### II wojna światowa
Podczas obrony Warszawy we wrześniu 1939 wiele obiektów na terenie Stacji Filtrów (m.in. Zakład Filtrów Pospiesznych, zbiorniki wody czystej i filtry powolne) zostało uszkodzonych bombami lotniczymi. W trafionym trzema bombami budynku Zakładu Filtrów Pospiesznych woda zalała precyzyjne urządzenia filtrujące i pompy elektryczne. Z powodu obaw, że utrzymywanie ciśnienia w przewodach może spowodować dalsze uszkodzenia, w godzinach popołudniowych 24 września przerwano dostarczanie wody do miasta. Wodociąg wznowił pracę 4 października 1939 przy wykorzystaniu pomp parowych. Tego dnia dostarczono do sieci ok. 20% zużywanej zwykle wody. Uszkodzona w 586 miejscach sieć wodociągowa została nawodniona w całości w grudniu 1939, a usuwanie zniszczeń na terenie stacji trwało do czerwca 1941. Przez cały okres okupacji niemieckiej opłaty za wodę oraz za korzystanie z kanalizacji nie zmieniły się.
W latach 1942–1944 Stacja Filtrów ucierpiała w czasie radzieckich nalotów na Warszawę. Po zniszczeniu przez Niemców warszawskiego getta wyłączono z użytkowania ok. 100 km (z ok. 640 km) sieci wodociągowej.
Pierwszego dnia powstania warszawskiego, 1 sierpnia 1944, teren stacji został obsadzony przez oddział Wehrmachtu, jednak kontynuowała ona pracę. 9 sierpnia Niemcy zażądali odcięcia dopływu wody do miasta, jednak polscy pracownicy odpowiedzieli, że ze względów technicznych nie było to możliwe. 15 sierpnia nakazano zamknięcie wszystkich magistral wodociągowych w kierunku Śródmieścia, ale to polecenie zostało cofnięte.
W sierpniu 1944 do miejskiej sieci wodociągowej tłoczono rekordowe ilości wody (średnio 145 tys. m³ dziennie) gdyż wypływała ona z uszkodzonych w czasie walk i bombardowań magistral i przewodów ulicznych. 4 sierpnia przesłano do miasta 160 tys. m³ wody – najwięcej w historii warszawskich wodociągów. Wskutek ucieczki wody z uszkodzonych przewodów od 4 sierpnia zaczęło jednak spadać ciśnienie wyjściowe ze Stacji przez co budynki położone blisko niej miały wodę do trzeciego piętra włącznie, a pozostałe tylko na parterach. Od 29 sierpnia zaczęła również maleć ilość pompowanej wody. Po unieruchomieniu 4 września elektrowni na Powiślu wodę do miasta dostarczano wykorzystując pompy parowe. 18 września Niemcy wysadzili Stację Pomp Rzecznych, jednak Stacja Filtrów pracowała, wykorzystując dwie pompy parowe, do 21 września, dostarczając tego dnia 2,6 tys. m³ wody. W godzinach rannych 22 września ostatnia grupa pracowników na rozkaz Niemców opuściła teren stacji. Wcześniej zdołali oni m.in. zabezpieczyć plany najważniejszych urządzeń, ukryć część aparatury laboratoryjnej, odprowadzić do kanałów wodę z filtrów powolnych, a także zatopić podziemia Zakładu Filtrów Pospiesznych w celu uniemożliwienia wywiezienia aparatury do zamykania i otwierania zasuw. W zbiornikach wody czystej pozostawiono ok. 50 tys. m³ wody, która po wyzwoleniu miasta w styczniu 1945 była wydawana mieszkańcom do maja w ilości ok. 350 m³ dziennie.
Po upadku powstania Niemcy zdemontowali i wywieźli część maszyn i urządzeń. Budynki pomp zostały zniszczone w 15–20% a budynki mieszkalne w 35%. Na złożach filtracyjnych filtrów powolnych Niemcy urządzili stajnie dla koni.

### Po 1945
Wodociąg został ponownie uruchomiony po usunięciu najpoważniejszych zniszczeń 29 maja 1945. Do sieci wtłoczono ok. 140 tys. m³ wody, jednak nawadnianie sieci wodociągowej było kontynuowane w kolejnych miesiącach, gdyż niektóre odcinki po stwierdzeniu wycieków wody odcinano i nawadniano ponownie. 4 sierpnia 1945 rozpoczęto układanie prowizorycznego przewodu wodociągowego na drewnianym moście wysokowodnym u wylotu ul. Karowej i 3 września rozpoczęto przesyłanie wody na Pragę.
Zakład Filtrów Pospiesznych odbudowano i uruchomiono w lipcu 1949. Maksymalną wydajność z 1939 wynoszącą 180 tys. m³ wody na dobę wodociąg osiągnął w 1952. W latach 50. wybudowano piąty rurociąg do przesyłania wody ze Stacji Pomp Rzecznych. Dobudowano także cztery nowe komory filtracyjne w Zakładzie Filtrów Pospiesznych. Pojemność zbiorników wody czystej zwiększono do 120 tys. m³.
W 1964, po zakończeniu budowy i uruchomieniu Wodociągu Praskiego, kompleks przestał być jedynym zakładem zaopatrującym miasto w wodę. W 1965 Zespół Stacji Filtrów, Stacja Pomp Rzecznych i przewody tłoczne otrzymały nazwę Zakładu Wodociągu Centralnego. W 1968 rozpoczęto budowę nowych urządzeń na licencji francuskiej firmy Degremont, których celem było włączenie do dwustopniowego uzdatniania wody na filtrach powolnych i pospiesznych trzeciego ogniwa koagulacji. W 1970 dostarczano do miasta średnio 500 tys. m³ wody na dobę, z czego Wodociąg Centralny ok. 65%. W 1974 rozpoczęto budowę Wodociągu Północnego z ujęciem wody z Zalewu Zegrzyńskiego.
W 1986, w związku z poszerzeniem ul. Raszyńskiej, przesunięto ogrodzenie i rozebrano bramę wjazdową znajdującą się na osi ul. Nowowiejskiej oraz kilka budynków gospodarczych i pomocniczych.
Obecnie kompleks jest częścią Stacji Uzdatniania Wody „Filtry” wchodzącej w skład Zakładu Centralnego Miejskiego Przedsiębiorstwa Wodociągów i Kanalizacji. Jako jedyny spośród trzech warszawskich wodociągów posiada dwa ciągi technologiczne:
- pierwszy ciąg technologiczny – zaprojektowany przez Williama Lindleya i jego syna Williama Heerleina Lindleya, uzupełniony w 1933 roku o Zakład Filtrów Pospiesznych uzdatnia wodę infiltracyjną czerpaną spod dna Wisły przez cztery ujęcia brzegowe i Ujęcie Zasadnicze Wodociągu Praskiego „Grubą Kaśkę”. W procesie uzdatniania woda filtrowana jest przez filtry pospieszne i filtry powolne, dezynfekowana dwutlenkiem chloru. Filtry powolne zostały wyposażone w węgiel aktywny.
- drugi ciąg technologiczny – uruchomiony w 1972 oczyszcza wodę pobraną z Osadnika Czerniakowskiego wykorzystując proces wstępnego utleniania, koagulacji z użyciem siarczanu glinowego, filtracji pospiesznej i dezynfekcji dwutlenkiem chloru. Odczyn wody jest korygowany wodą wapienną.

W latach 2008–2010 wybudowano stację ozonowania pośredniego i filtrowania na węglu aktywnym. Znajdują się w niej 3 generatory ozonu i 18 komór filtrów węglowych. Architektonicznie nawiązuje ona do starszych obiektów stacji – materiał budowlany (cegła klinkierowa, piaskowiec) i stylizacja ornamentów do dziewiętnastowiecznych budowli stacji, a płaskorzeźby do reliefów w stylu art déco z międzywojennej stacji filtrów pospiesznych. Stacja w wyniku konkursu otrzymała nazwę „Socrates”. Uruchomiona w 2010 stacja umożliwiła zmniejszenie o ok. 50% dawki dwutlenku chloru stosowanego do końcowej dezynfekcji wody, co poprawiło jej smak i zapach.

## Zieleń
Teren Zespołu Stacji Filtrów ma charakter zabudowy przemysłowej i komunalnej, jednak częściowo stanowi także obszar zieleni miejskiej. Pełni on funkcję klina nawietrzającego centrum miasta.
Na jego terenie znajdują się aleja obsadzana dwustronnie ponad 100-letnimi platanami, a także dwa pomniki przyrody: wielopniowy cis pospolity (nazywany Cisem Starynkiewicza, przy wieży ciśnień) oraz kasztanowiec zwyczajny (od strony ul. Raszyńskiej).

## Zabytek
Filtry Lindleya stopniowo obejmowano ochroną jako zabytek.
1 marca 1973 roku do rejestru zabytków (pod numerem A-813) wpisano następujące obiekty:
- budynek mieszkalny (dawny dom dyrektora),
- hale filtrów powolnych z przedsionkami (2, 4, 6, 8, 10, 12),
- hale filtrów powolnych z przedsionkami (1, 3, 5, 7, 9, 11),
- portiernia przy bramie głównej (wschodnia),
- portiernia przy bramie głównej (zachodnia),
- wieża ciśnień.

26 marca 2008 roku listę tę uzupełniono o kolejne obiekty (numer A-788):
- budynek techniczny nr 1, tj. maszynownia – pompy parowe, kotłownia, skład węgla, elektropompy ABC, magazyn,
- budynek techniczny nr 2, tj. maszynownia – pompy parowe, kotłownia, skład węgla, elektropompy, Muzeum Wodociągów i Kanalizacji
- dawne stajnie (budynek socjalny),
- hale filtrów powolnych z przedsionkami (14, 16, 18, 20, 22, 24) IV grupy,
- hale filtrów powolnych z przedsionkami (13, 15, 17, 19, 21, 23) III grupy,
- hale filtrów powolnych z przedsionkami (25, 27, 29, 31, 33, 35) V grupy,
- hale filtrów powolnych z przedsionkami (26, 28, 30, 32, 34, 36) VI grupy,
- komora „A”,
- komora „C”,
- komora wodomierza Venturiego,
- ogrodzenie wraz z czterema bramami,
- Zakład Filtrów Pospiesznych,
- zbiornik wody czystej nr 1A, 1B,
- zbiornik wody czystej nr 2,
- zbiornik wody czystej nr 3,
- zbiorniki wody surowej (nr 1 i 3),
- zbiorniki wody surowej (nr 2 i 4),
- zieleń Stacji Filtrów i Wodociągów.

W 2012 roku na mocy rozporządzenia prezydenta RP cały zespół uznano za pomnik historii. Status ten przyznano obiektom na całej działce – zarówno dziewiętnasto- i dwudziestowiecznym, wpisanym do rejestru zabytków, jak i świeżo wybudowanym budynkom oraz zieleni miejskiej.

### Pozostałe obiekty
W 1907 w pobliżu wieży ciśnień odsłonięto popiersie Sokratesa Starynkiewicza.

## Muzeum
Na terenie Stacji Filtrów, w budynku technicznym nr 2, znajduje się Muzeum Wodociągów i Kanalizacji. Znajdują się w nim m.in. fragment drewnianego warszawskiego wodociągu z XVII wieku oraz zabytkowe urządzenia.

## W kulturze masowej
- W serialu Czterdziestolatek w Zakładzie Filtrów Pospiesznych pracowała Madzia Karwowska (w tej roli Anna Seniuk), żona tytułowego bohatera, inżyniera Stefana Karwowskiego (Andrzej Kopiczyński)[70]. Pani Karwowska badała czystość wody w laboratorium kierowanym przez podkochującego się w niej inżyniera Mieczysława Gajnego (Wojciech Pokora)[71].

## Inne informacje
W udostępnionej przez władze miasta hali nieczynnej kotłowni Ludwika Nitschowa wykonała rzeźbę Syreny ustawioną w 1939 przy ul. Wybrzeże Kościuszkowskie.